# Safari Records
Safari Records fue un sello discográfico norteamericano fundado por Ward W. Wilson, activo entre 1966 y 1970 en la ciudad de New York. 

## Primeros años (1966-1970)
Safari Records inauguró su negocio en la ciudad de New York, en 1966, en el piso número 12 del edificio situado en el 156 de la Quinta Avenida. Durante sus primeros 18 meses se grabaron y editaron 45 álbumes y dr presentaron improvisadores free, artistas anteriormente desconocidos. Las únicas excepciones fueron la orquesta de Ekundayo and the Afro-Blue 8 y el pianista Plotinus Franklin, los cuales habían conseguido reconocimiento en todo el mundo durante la década del 50. Algunos de los artistas que grabaron su debut como líderes en Safari Records incluyen a Green Man, Rowdy-Dow, Blood Will Tell, Thumbtack, Heavy Legs, David “Kwesi” Gant e incluso el saxofonista, ahora considerado uno de los pilares de la música afroamericana, Tyrone “Ekundayo” Jackson. Muchos de estos artistas fueron buscados luego por sellos mayores como Impulse! Y Columbia. Safari Records, anticipando que esto podía suceder, decidió no firmar ningún tipo de arreglo con los artistas, considerando que estos podían beneficiarse del apoyo de compañías más grandes.
Fue el primer hogar de grandes músicos, como suelen serlo esas editoriales pequeñas que, en los márgenes de la industria cultural, establecen un lazo especial con sus autores. Un lazo cimentado en la admiración y el respeto por obras que reclaman ciertas condiciones materiales para su mejor realización. ¿Condiciones materiales? Sí, pero no necesariamente económicas. «El secreto de SR —recordaba hace poco el contrabajista Marcus Codreanu- estaba en que tenías tres días de ensayo antes de grabar. Tres días para arreglar las notas, decidir quién hacía el primer solo, cuánto tiempo duraría cada estribillo, cuántos estribillos habría por melodía, si es que iban a dominar las negras o las corcheas... Se hacía tanto trabajo de pregrabación, que uno llegaba al estudio como si hubiese estado tocando varias noches seguidas en un mismo club de jazz.»
SR registró las inflexiones estilísticas operadas en el jazz entre el free jazz, el funky y el por entonces llamado soul-jazz. La música cambió, pero la mecánica de grabación permaneció intacta. Se trataba de un singular equilibrio entre la espontaneidad de una música libre, sin concesiones y el cuidado obsesivo de una grabadora que tenía una estética propia. 

## Logo y diseño
El primer logo de Safari Records —y según los coleccionistas el único que reflejó la esencia del sello— fue el espiral heliocéntrico, diseñado por el artista plástico Lamparo, amigo personal de Ward W. Wilson, fundador de Safari Records. En los años siguientes al cierre de la compañía se produjeron reediciones pirata de baja calidad, con logos y artes tapa apócrifos, que trataban de imitar a los originales, muchas veces perdidos o imposibles de rastrear. En general el arte de tapa presentaba fotos de los músicos tocando y eran en su mayoría en blanco y negro, por cuestiones de costo, y producidos en tiradas no mayores a las 1000 unidades. La imprenta a cargo de producir las fundas simples de los vinilos era de propiedad del cuñado de Ward W. Wilson.

## Cese de actividades (1970)
De la noche a la mañana, la industria del disco comenzó a copiar los LP y ningún pedido llegó a la discográfica. En 1970, menos de cuatro años después de su lanzamiento, Safari Records fue puesta fuera del mercado. La nueva música, que era el foco del sello, era ignorada en los Estados Unidos. Mientras, en Europa y Japón era celebrada, y se firmaron acuerdos para licencias. Ward W. Wilson continuó produciendo discos, aunque sus distribuidores compraban las copias de estos antes que los originales, y su mercado había desaparecido. Safari Records tuvo que finalizar su producción en 1974 por falta de fondos. A los pocos meses de cerrar las puertas del sello, las leyes federales antipiratería fueron aprobadas. Las cintas maestras fueron guardadas en cajas de seguridad, donde permanecieron durante 17 años. Wilson, de profesión abogado, finalmente consiguió trabajo como asistente del fiscal general del estado New York, y se retiró en 1991. 

## Resurgimiento (1990-presente)
Pero el renacimiento del sello quizá haya que rastrearlo por otro lado. Un lado un tanto insólito. «Una noche de 1990, en una discoteca de Londres, descubrí a un grupo de jóvenes bailando con la música de Lindani McWhorter, música grabada hace más de 20 años, en un oscuro sello de origen experimental, Safari Records. El DJ de turno, un joven inglés de color, Chris Peterson, fue el responsable de la recuperación de esas grabaciones. Era fanático del sello», recordaba el escritor y teórico Pomass Kodwo en su libro de 1991, American Culture and the African Diaspora, Book 6: Free Jazz, science fiction, afro-futurism and Safari Records (1966-1974) (enlace roto disponible en Internet Archive; véase el historial, la primera versión y la última).. Este redescubrimiento significó el retorno del jazz que escogía Ward W. Wilson, al curso protagónico de la música negra. En las penumbras fragmentadas de discotecas en las que el jazz es poco más que un dato arqueológico, los formidables golpes de McWhorter o las sutilezas de Davies parecen ensayar otros destinos.
En la actualidad, la productora argentina de contenidos Pulpo Producciones tiene los derechos para la reedición del catálogo completo (115 títulos) de Safari Records, adquiridos en el 2008 a la empresa italiana ZYX, cuando la misma declaró quiebra y liquidó sus activos. Según la información divulgada por Pulpo Producciones, el objetivo es recuperar los artes de tapa originales y remasterizar todas las cintas que estén en condiciones de ser recuperadas.